# ルネッサンス リゾート オキナワ
座標: 北緯26度26分8秒 東経127度47分18秒 / 北緯26.43556度 東経127.78833度
ルネッサンス リゾート オキナワは、沖縄県国頭郡恩納村にある高級リゾートホテル。

## 概要
沖縄本島北部の恩納村の東シナ海に面しており、マリオット・インターナショナル系列のリゾートホテルである。
「ドルフィンラグーン」などを設けたり、ホテルの建物内部を吹き抜け構造にするなどオープンエアスタイルの建物構造を取っており、大半の部屋はオーシャンビュー。一年中快適に過ごすことができる。
和室や子供向けの部屋を備えており、ファミリー向けともなっている。
このホテルの特徴的なのは、「山田温泉」という沖縄県内では数少ない温泉を併設していることが挙げられる。ホテル開業前の1916年（大正5年）に海中から自然湧出しているのが発見されて以降、地元民に利用されていた由緒ある温泉であった。また山田温泉という名の旅館が同地に存在していた。
（なお、同温泉の利用は、基本的にはホテル内で3〜4連泊以上するか、あるいはルネッサンスフロアおよび和室スイート宿泊者しか利用することが出来ない。）

## 部屋の種類
- ルネッサンスフロア
- 洋室
- 和室

## 歴史
沖縄における外資系リゾートホテルの先駆けとして1988年7月に開業。 開業時はRamada Renaissance Hotels系列であったため、「ラマダルネッサンスリゾートオキナワ」の名称であったが、Ramada Renaissance Hotelsの度重なる売却・買収により、現在はマリオット・インターナショナルグループに属する。

## その他
- 運営はH.P.D.コーポレーション
- 系列ホテル（レストラン・アクティビティの相互利用）として、ココガーデンリゾートホテル（うるま市）がある。
- プロ野球中日ドラゴンズが1軍(北谷町)と2軍(読谷村)に分かれて春季キャンプを行う際には、当ホテルを宿泊先にしている。その為、ホテル内で選手に会う事もある。尚、当ホテルは2019年11月から改修工事を行っており、20年の春季キャンプ期間中は宿泊出来ないため（宿泊可能になるのは4月1日以降の予定）、1軍キャンプ地が所在する北谷町内にある「ダブルツリーbyヒルトン沖縄北谷リゾート」がチーム宿舎となる。尚、同ホテルが”20年春季キャンプ期間中だけ”の宿舎となるのか否かは20年1月時点では不明。
- ホテル前の人工ビーチ[5]を「ラマダビーチ」と呼ぶ[6]のは、開業時の名称に由来する。